# Thelidium subpapulare
Thelidium subpapulare är en lavart som beskrevs av Georg Hermann Zschacke. Thelidium subpapulare ingår i släktet Thelidium, och familjen Verrucariaceae. Arten är reproducerande i Sverige.